# APA Group
Die APA Group ist ein australisches Immobilienunternehmen mit Sitz in Sydney, New South Wales, das im Bereich Energieinfrastruktur tätig ist. Die Segmente umfassen Energieinfrastruktur, Asset-Management und Energieinvestitionen. Das Segment Energieinfrastruktur umfasst Pipelines, Gasspeicher- und -verarbeitungsanlagen sowie Anlagen zur Stromerzeugung zu 100 % oder mehrheitlich. Das Segment Asset Management bietet im Rahmen seiner Energieinvestitionen Handels-, Betriebs- und Instandhaltungsdienstleistungen an. Das Segment Energy Investments umfasst die Anteile des Unternehmens an einer Reihe von Investmentgesellschaften, die Vermögenswerte der Energieinfrastruktur beinhalten. APA Group ist an verschiedenen anderen Unternehmen beteiligt, darunter der SEA Gas Pipeline, der SEA Gas (Mortlake) Partnership, Energy Infrastructure Investments und GDI Allgas Gas Networks. APA besitzt und betreibt über 15.000 Kilometer Pipelines und 4.100 Kilometer Verteilungsnetze sowie Gasspeicher, Gaskraftwerke sowie Wind- und Solarparks. APA transportiert derzeit mehr als die Hälfte des in Australien verwendeten Erdgases. Das Unternehmen ist im S&P/ASX 50 notiert.

## Geschichte
- 2000 Die Vorgängerin Australian Pipeline Trust wird an der Australian Securities Exchange (ASX) gelistet.
- 2003 Die Beteiligung an der Goldfields Gas Pipeline wird auf 48,5 Prozent erhöht.
- 2004 Erwerb der CMS Energy Corporation in Westaustralien einschließlich der Parmelia-Gaspipeline, des Mondarra-Gasspeichers und einer weiteren Beteiligung an der Goldfields-Gas Pipeline. Der Anteil von APA an der Goldfields Gas Pipeline steigt damit auf 88,2 Prozent.
- 2008 Erwerb der 295 Kilometer langen Central Ranges Pipeline im Norden von New South Wales.
- 2010 Die Beteiligung an der SEA-Gaspipeline wird auf 50 Prozent erhöht.
- 2016 Erwerb der restlichen 50 Prozent am Diamantina Power Station-Projekt.
- 2019 Eröffnung der Darling Downs Solar Farm in der Nähe von Dalby in der Western Downs Region von Queensland. Die Farm umfasst fast 430.000 Solarmodule auf einer Fläche von ca. 250 Hektar.

## Energieinfrastruktur
Zu den Pipelines der APA Group gehören:
- SEAGas Pipeline
- Riverland Pipeline
- QSN Link (Moomba-Verbindung nach Queensland)

Zu den Stromübertragungsanlagen gehören:
- Murraylink Stromverbindungsleitung
- Terranora-Verbindungsleitung

Zu den Kraftwerken der APA Group gehören:
- Emu Downs Windpark
- North Brown Hill Windpark (Hallett, Südaustralien)
- Diamantina Power Station (Mount Isa, Queensland)
- Leichhardt Power Station (Mount Isa, Queensland)
- X41 Power Station
- Daandine Power Station